# Ulisse Munari
| Asteroides descubiertos: 49                          | Asteroides descubiertos: 49 | Asteroides descubiertos: 49 |
| ---------------------------------------------------- | --------------------------- | --------------------------- |
| (7679) Asiago                                        | 15 de febrero de 1996       | A                           |
| (7715) Leonidarosino                                 | 14 de febrero de 1996       | A                           |
| (7794) Sanvito                                       | 15 de enero de 1996         | A                           |
| (7847) Mattiaorsi                                    | 14 de febrero de 1996       | A                           |
| (7900) Portule                                       | 14 de febrero de 1996       | A                           |
| (8925) Boattini                                      | 4 de diciembre de 1996      | A                           |
| (8944) Ortigara                                      | 30 de enero de 1997         | A                           |
| (9425) Marconcini                                    | 14 de febrero de 1996       | A                           |
| (9426) Aliante                                       | 14 de febrero de 1996       | A                           |
| (9427) Righini                                       | 14 de febrero de 1996       | A                           |
| (9897) Malerba                                       | 14 de febrero de 1996       | A                           |
| (10176) Gaiavettori                                  | 14 de febrero de 1996       | A                           |
| (10198) Pinelli                                      | 6 de diciembre de 1996      | A                           |
| (11348) Allegra                                      | 30 de enero de 1997         | A                           |
| (12033) Anselmo                                      | 31 de enero de 1997         | A                           |
| (12433) Barbieri                                     | 15 de enero de 1996         | A                           |
| (12811) Rigonistern                                  | 14 de febrero de 1996       | A                           |
| (12812) Cioni                                        | 14 de febrero de 1996       | A                           |
| (12813) Paolapaolini                                 | 14 de febrero de 1996       | A                           |
| (12814) Vittorio                                     | 13 de febrero de 1996       | A                           |
| (13174) Timossi                                      | 14 de febrero de 1996       | A                           |
| (13638) Fiorenza                                     | 14 de febrero de 1996       | A                           |
| (14061) Nagincox                                     | 13 de febrero de 1996       | A                           |
| (14062) Cremaschini                                  | 14 de febrero de 1996       | A                           |
| (14947) Luigibussolino                               | 15 de enero de 1996         | A                           |
| (15005) Guerriero                                    | 7 de diciembre de 1997      | A                           |
| (15375) Laetitiafoglia                               | 30 de enero de 1997         | A                           |
| (15853) Benedettafoglia                              | 16 de enero de 1996         | A                           |
| (15855) Mariasalvatore                               | 14 de febrero de 1996       | A                           |
| (20195) Mariovinci                                   | 30 de enero de 1997         | A                           |
| (23608) Alpiapuane                                   | 15 de enero de 1996         | A                           |
| (24857) Sperello                                     | 15 de enero de 1996         | A                           |
| (27094) Salgari                                      | 25 de octubre de 1998       | B                           |
| (27095) Girardiwanda                                 | 25 de octubre de 1998       | B                           |
| (27923) 1996 XJ                                      | 4 de diciembre de 1996      | A                           |
| (29363) 1996 CW                                      | 14 de febrero de 1996       | A                           |
| (29547) 1998 BA                                      | 25 de enero de 1998         | A                           |
| (31091) 1997 BE                                      | 30 de enero de 1997         | A                           |
| (35444) 1998 BU                                      | 25 de enero de 1998         | A                           |
| (35465) 1998 DF                                      | 27 de febrero de 1998       | A                           |
| (37835) 1998 BC                                      | 25 de enero de 1998         | A                           |
| (37836) 1998 BD                                      | 25 de enero de 1998         | A                           |
| (42775) Bianchini                                    | 26 de octubre de 1998       | B                           |
| (43923) 1996 CX                                      | 14 de febrero de 1996       | A                           |
| (46701) 1997 CP                                      | 7 de febrero de 1997        | A                           |
| (85368) 1996 CQ                                      | 14 de febrero de 1996       | A                           |
| (85515) 1997 UT                                      | 26 de octubre de 1997       | A                           |
| (118233) 1997 BX                                     | 30 de enero de 1997         | A                           |
| (136848) 1998 BF                                     | 25 de enero de 1998         | A                           |
| - [A] con Maura Tombelli - [B] con Flavio Castellani |                             |                             |

Ulisse Munari (1960) es un astrónomo italiano. Es profesor de astronomía en la Universidad de Padua y trabaja en Observatorio Astrofísico de Asiago.

## Realizaciones
Forma parte del equipo RAdial Velocity Experiment (RAVE), un programa de investigación que tiene como objetivo medir la velocidad radial y el metalicidad de un millón de estrellas con el Telescopio Schmidt UK de 1.2 metros (UKST) en Australia.
Munari también es colíder del grupo de trabajo que desarrolla y optimiza el espectrómetro a bordo de la sonda espacial Gaia.
Es un descubridor prolífico de asteroides, habiendo descubierto 49 entre 1996 y 1998 desde el observatorio de la Estación de la Cima Ekar.

## Eponimia
El asteroide (7599) Munari, descubierto por Andrea Boattini el 3 de agosto de 1994, fue nombrado en su honor.